# Ceaikivka, Bârzula
Ceaikivka (în ucraineană Чайківка) este un sat în comuna Liubașivka din raionul Bârzula, regiunea Odesa, Ucraina.

## Demografie
Componența lingvistică a localității Ceaikivka
     Ucraineană (97,01%)
     Română (2,99%)
Conform recensământului din 2001, majoritatea populației localității Ceaikivka era vorbitoare de ucraineană (97,01%), existând în minoritate și vorbitori de română (2,99%).